# 阿尔斯霍特站
阿尔斯霍特站（荷蘭語：Station Aarschot）是比利时弗拉芒布拉班特省阿尔斯霍特的鐵路車站。该车站于1863年2月28日启用，位于比利时35号铁路线上。

## 列车服务
该站提供以下列车服务：
- 城际列车 (IC-08) 安特卫普 - 梅赫伦 - 布鲁塞尔机场 - 鲁汶 - 哈瑟尔特
- 城际列车 (IC-09) 安特卫普 - 利尔 - 阿尔斯霍特 - 鲁汶（周一至周五）
- 城际列车 (IC-09) 安特卫普 - 利尔 - 阿尔斯霍特 - 哈瑟尔特 - 通厄伦 - 列日（周末）
- 城际列车 (IC-20) 根特 - 阿尔斯特 - 布鲁塞尔 - 哈瑟尔特 - 通厄伦（周一至周五）
- 地方列车 (L-03) 鲁汶 - 阿尔斯霍特 - 迪斯特 - 哈瑟尔特
- 地方列车 (L-23) 安特卫普 - 利尔 - 阿尔斯霍特 - 鲁汶